# Шарлоттаунское соглашение
Шарлотта́унское соглаше́ние — неудавшийся проект конституционной реформы в Канаде. Предложен канадским федеральным и провинциальными правительствами в 1992 и был отклонён канадцами 26 октября 1992. В провинции Квебек было проведено два законных референдума: один по законам Канады, а другой по законам Квебека.

## Контекст
До 1982 Акт о Британской Северной Америке 1867 и последующие поправки составляли основу Конституции Канады. Так как Акт 1867 был составлен британским парламентом, правительство Канады находилось в необычном положении: хотя независимость Канады была признана в международном масштабе, она должна была получить одобрение другого (британского) правительства для изменения своей собственной конституции. К этому времени уже производилось несколько безрезультатных попыток патриации конституции, в частности в 1971 в Викторийской хартии.
В 1981 премьер-министр Пьер Эллиот Трюдо после переговоров достиг соглашения, которое позволило создать Акт о Канаде 1982. Хотя это соглашение, превращающее Акт о Британской Северной Америке в Конституцию страны, было принято, оно было отклонено премьер-министром Квебека Рене Левеком и Национальным собранием Квебека. Несмотря на это, Верховный суд Канады вынес приговор, что ни Квебек и ни одна другая провинция не имели права вето, которое позволило бы им помешать федеральному правительству в принятии Акта о Канаде 1982, и что новая конституция применялась ко всем провинциям вне зависимости от их требований. При этом 7 судей Верховного суда Канады из 9 (Ласкин, Диксон, Бетц, Эсте, Макинтайр, Ламер и Уилсон) были назначены именно Трюдо.
Следующий премьер-министр Брайан Малруни хотел решить проблемы, не решённые Трюдо, заключением соглашения, которое позволило бы Квебеку ратифицировать Конституцию. Под руководством Малруни федеральное и провинциальные правительства в 1987 подписали Мичское соглашение. Несмотря на это, в 1990, когда наступила предельная дата его ратификации, две провинции — Манитоба и Ньюфаундленд — всё ещё отказывались ратифицировать Соглашение, причём вторая в лице Клайда Уэллса даже отозвала свою подпись. Этот провал привёл к признанию квебекских сепаратистских движений.
На протяжении двух следующих лет будущее Квебека преобладало на национальной повестке дня. Правительство Квебека учредило комитет Аллера (Жан Аллер — основатель ДДК) и комиссию Беланже-Кампо для обсуждения будущего Квебека в составе или вне Канады. Федеральное правительство ответило учреждением комиссии Бодуэна-Эдвардса и комиссии Спайсера, которые должны были найти способ снять беспокойство Английской Канады. Министр конституционных дел назначил бывшего премьер-министра Джо Кларка для составления нового конституционного соглашения.
В августе 1992 федеральное, провинциальные и территориальные правительства, а также представители Собрания коренных народов, Индейского совета Канады, Эскимосского тапирисата Канады и Национального совета метисов пришли к соглашению, известному как Шарлоттаунское соглашение.

## Соглашение
Шарлоттаунским соглашением политики попытались разрешить ряд прежних споров вокруг разделения компетенции федерального и провинциальных правительств. По соглашению под исключительную юрисдикцию провинций переводились леса, рудники и другие природные ресурсы, а также культурная политика. Федеральное правительство получало контроль над Си-би-си и Национальной службой кинематографии. Соглашение должно было гармонизировать политику различных уровней управления в сфере телекоммуникаций, труда, развития регионов и иммиграции.
Федеральное право, по которому лейтенант-губернатор провинции мог потребовать у федерального правительства одобрить провинциальный закон, должно было быть отменено, а федеральное право вето, соответственно, ограничено.
Власть федерального уровня должна была намного строже контролироваться. Провинциальные правительства часто оспаривали соглашения с федеральным уровнем, по которым он должен был провинциям, отказавшимся участвовать в определённых программах из провинциальной юрисдикции (например, медицинского страхования, социальных услуг, высшего образования и т. д.), возместить помощь деньгами. Эти соглашения часто сопровождались условиями финансирования. Шарлоттаунское соглашение помешало бы федеральному правительству навязывать свои условия. Но это ограничение федеральных расходных полномочий могло получить конституционный характер лишь на 5 лет, после чего должны быть проведены новые двусторонние переговоры между провинциями и Оттавой для выработки соглашения.
В Соглашении также предлагалась хартия для достижения определённых целей: медицинского страхования, образования, торговли и защиты окружающей среды — и условия для устранения барьеров свободному обращению товаров, услуг и капиталов.
Соглашение содержало также «статью Канада», которая систематизировала ценности, определяющие сущность характера канадцев. К этим ценностям относились, среди всего прочего, эгалитаризм, разнообразие и признание Квебека как отдельного общества. В принципе одобрялись и индейские самопровозглашённые правительства.
Главным же образом, в Соглашении предлагался ряд институционных поправок, которые радикально изменили бы канадскую политику: например, состав и процесс назначения Верховного суда Канады были бы определены в Конституции. Предполагалось, что трое из девяти судей Верховного суда должны происходить из Квебека из-за применения там Гражданского кодекса Квебека, а не «Common law» в британском стиле, что так и не было конституционно закреплено.
Канадский сенат также реформировался так, что сводился к акрониму «тройное Р» (Равноправный, Репрезентативный и Результативный). Соглашение позволяло избирать сенаторов либо на всеобщих выборах, либо в провинциальном законодательном органе. Однако полномочия Сената должны были сократиться. Для принятия проекта в культурной и языковой сферах требовалось бы более двух третьих голосов или обычное большинство голосов и большинство голосов франкоязычных сенаторов. Но федеральное правительство по-прежнему решало бы вопросы «культурной сферы», которые могут стать предметом голосования в Сенате. К тому же, число сенаторов от Квебека уменьшилось бы примерно на 9 %, что было бы компенсировано дополнительными 25 креслами в федеральном парламенте. Страхование на случай безработицы также должно было перейти к исключительно федеральной компетенции.
Изменения были предложены и в Палате общин. После перераспределения число кресел всегда должно было пересматриваться в сторону повышения, и провинция не могла иметь кресел меньше, чем другая провинция с меньшей численностью населения. Однако Квебек не мог бы иметь менее одной четвёртой кресел Палаты.
Соглашение формально придало бы процессу федерально-провинциальных/территориальных консультаций официальный характер и в определённых условиях позволило бы упомянуть индейцев. Оно также увеличивало число конституционных субъектов, для которых для принятия предложения по изменению требовалось бы его единогласное одобрение.

## Референдум
В отличие от Мичского соглашения, Шарлоттаунское принималось на национальном референдуме. Три провинции — Британская Колумбия, Альберта и Квебек — перед этим приняли законы, обязывающие все конституционные поправки принимать с помощью референдума. После шарлоттаунских переговоров тогдашний премьер-министр Квебека Робер Бурасса также подтвердил, что он проведёт референдум либо по новому конституционному соглашению, либо по вопросу о независимости Квебека. Британская Колумбия и Альберта согласились участвовать в федеральном референдуме, а Квебек решил устроить своё собственное отдельное голосование. (Поэтому квебекцы, временно проживавшие за пределами Квебека, имели возможность два раза законно проголосовать).
Соглашение должно было быть одобрено не только большинством граждан, но и большинством избирателей в каждой провинции. Если бы хоть одна провинция не зарегистрировала бы большинство в «50 % и 1 голос» за Шарлоттаунское соглашение, оно не было бы принято.

## Кампания
Кампания получила поддержку нескольких групп, выступающих за новую конституцию. Прогрессисты-консерваторы, либералы, Новая демократическая партия и десять провинциальных премьер-министров поддержали соглашение, чего не сделали Реформистская партия Канады и Квебекский блок. Коренные народы, как и группы в защиту женщин и предпринимателей, подписали соглашение. В англоязычных СМИ почти все авторы редакционных статей благосклонно отнеслись к нему. Таким образом, кампания в поддержку соглашения началась удачно, потому что оно было популярно по всей стране. Главы трёх крупнейших федеральных партий путешествовали по всей Канаде и призывали поддержать Шарлоттаунское соглашение, при этом на рекламу в его поддержку и так выделялись впечатляющие денежные суммы. Некоторые из его защитников признали, что соглашение имело ряд недостатков, но было единственным способом сохранить страну единой.
Противники Шарлоттаунского соглашения имели очень разные убеждения. В Квебеке, которого, главным образом, и касалось это соглашение из-за неудачи Мичского соглашения в 1990, это были квебекские сепаратисты, в том числе глава Квебекского блока Люсьен Бушар и глава Квебекской партии Жак Паризо. Они ожесточённо выступали против этого соглашения, потому что считали, что Квебек не получал достаточно полномочий и что этот процесс, вместо того, чтобы сосредоточиться на Квебеке и загладить оскорбление 1982 года (патриация конституции), превратился непонятно во что. Глава новой Реформистской партии Престон Мэннинг проводил кампанию против соглашения, потому что выступал против признания Квебека как отдельного общества и против некорректной реформы Сената. Другим противником был бывший премьер-министр Канады Пьер Эллиот Трюдо, который приступил к репатриации Конституции в 1982 без согласия Квебека. В интервью, опубликованном в журнале Маклин, он отстаивал мнение, что соглашение незамедлительно привело бы к распаду Канады и расформированию федерального правительства.
В ходе кампании Соглашение постепенно становилось всё менее и менее популярным. Слишком часто избиратели находили некоторые положения соглашения противоречащими их взглядам. И это не считая крайней непопулярности Брайана Малруни в 1992 и общей неприязни населения по отношению к конституционным обсуждениям. Ряд критиков, особенно с запада, утверждали, что Соглашение было создано, главным образом, элитой нации для систематизации того, чем Канада «должна была бы» быть. Ведущий Рейф Мейр получил национальное признание и славу, утверждая, что Соглашение представляло собой попытку сконцентрировать власть в Канаде лишь в Квебеке и в Онтарио вопреки интересам других провинций (например, Альберты и Британской Колумбии), которые стремились к большей самостоятельности. Защитники этой точки зрения также проводили кампанию, используя неприязнь народа к интересам элиты Канады.

## Результаты
Вопрос, заданный гражданам 26 октября 1992:
Даёте ли Вы согласие на то, что Конституция Канады будет обновлена на основе соглашения, заключённого 28 августа 1992 года?
Результаты:
| Провинция                  | Да   | Нет  | Явка |
| -------------------------- | ---- | ---- | ---- |
| Ньюфаундленд               | 63,2 | 36,8 | 53,3 |
| Новая Шотландия            | 48,8 | 51,2 | 67,8 |
| Остров Принца Эдуарда      | 73,9 | 26,1 | 70,5 |
| Нью-Брансуик               | 61,8 | 38,2 | 72,2 |
| Квебек                     | 43,3 | 56,7 | 82,8 |
| Онтарио                    | 50,1 | 49,9 | 71,9 |
| Манитоба                   | 38,4 | 61,6 | 70,6 |
| Саскачеван                 | 44,7 | 55,3 | 68,7 |
| Альберта                   | 39,8 | 60,2 | 72,6 |
| Британская Колумбия        | 31,7 | 68,3 | 76,7 |
| Северо-Западные территории | 61,3 | 38,7 | 70,4 |
| Юкон                       | 43,7 | 56,3 | 70,0 |
|                            |      |      |      |
| Итого                      | 45,7 | 54,3 | 71,8 |

Си-би-си прокомментировала результаты таким замечанием: «Шарлоттаунское соглашение было мертворождённым».
Результаты были неожиданными со многих точек зрения. Провинции, на выборах 1988 проголосовавшие простым, или абсолютным большинством за консервативную партию (Квебек, Альберта и Манитоба), на референдуме проголосовали за «Нет». Провинции (или территории), в 1988 проголосовавшие простым, или абсолютным большинством за либеральную партию (Онтарио, Ньюфаундленд, Нью-Брансуик, Новая Шотландия, Остров Принца Эдуарда и Северо-Западные территории), выбрали вариант «Да» (за исключением Новой Шотландии, проголосовавшей «Нет» с небольшим перевесом). И наконец, провинции (территории), в 1988 проголосовавшие простым, или абсолютным большинством за новодемократическую партию (Юкон, Британская Колумбия и Саскачеван), проголосовали отрицательно. Таким образом, основные партии противоречили своим избирателям, которым пришлось сменить свою избирательную базу: консерваторы поддерживали вариант «Да», но их не поддержали в провинциях, где проголосовали за них 4 годами ранее; либералы (в первую очередь, Пьер Эллиот Трюдо) поддерживали вариант «Нет», но их не поддержали в провинциях, где проголосовали за них в 1988, включая англоязычные округа острова Монреаль и бывший округ П. Э. Трюдо Мон-Руаяль с более чем 82 % за соглашение. В итоге влияние Трюдо на избирателей, являющихся традиционной базой либералов, было очень переоценено.

## Последствия
После отказа от Шарлоттаунского соглашения Акт о Канаде 1982 до сих пор остаётся не ратифицированным Национальным собранием Квебека. После этого не предпринималось никаких попыток заключить новое соглашение.
Брайан Малруни, будучи уже в высшей степени непопулярным среди канадских избирателей, считавших его высокомерным и оторванным от реальности, допустил несколько ошибок в ходе кампании перед референдумом. Его кампания воспринималась избирателями как ведение войны, запугивание и политика по-американски. 25 октября 1993, всего лишь через год без одного дня после Шарлоттаунского референдума, Прогрессивно-консервативная партия (некоторое время находившаяся под руководством Ким Кэмпбелл) была вытеснена либералами на федеральных выборах.
Укрепилась поддержка сепаратистских партий Квебека: Квебекский блок получил 54 кресла из 75 на федеральных выборах 1993, а Квебекская партия пришла к власти на квебекских выборах 1994. В 1993 председатель молодых либералов Квебека Марио Дюмон, проводивший кампанию против Шарлоттаунского соглашения, покинул либералов в 1994 и основал Демократическое дело Квебека.